# (100218) 1994 PV7
(100218) 1994 PV7 es un asteroide perteneciente al cinturón de asteroides, descubierto el 10 de agosto de 1994 por Eric Walter Elst desde el Observatorio de La Silla, Chile.

## Designación y nombre
Designado provisionalmente como 1994 PV7.

## Características orbitales
1994 PV7 está situado a una distancia media del Sol de 2,569 ua, pudiendo alejarse hasta 2,975 ua y acercarse hasta 2,163 ua. Su excentricidad es 0,158 y la inclinación orbital 0,801 grados. Emplea 1504 días en completar una órbita alrededor del Sol.

## Características físicas
La magnitud absoluta de 1994 PV7 es 16,2.